# Xarxa classificada
Xarxa classificada (títol original en anglès, Classified) és una pel·lícula de thriller d'acció estatunidenca de 2024 dirigida per Roel Reiné, escrita per Bob DeRosa i protagonitzada per Aaron Eckhart, Tim Roth i Abigail Breslin. S'ha subtitulat al català.
Es va publicar en vídeo a la carta el 22 d'octubre de 2024 a càrrec de Sony Pictures Home Entertainment. La pel·lícula va rebre generalment una mala acollida de la crítica.
La pel·lícula es va rodar a Malta l'abril de 2023. El maig de 2023, es va anunciar que el rodatge va acabar.